# Ілюзія

Статичний візерунок може викликати оптичну ілюзію руху

Ілю́зія (лат. illusio — обман, помилка) — викривлене, хибне сприймання дійсності, яке може вказувати на те, як розум зазвичай впорядковує та інтерпретує чуттєву стимуляцію. Хоча ілюзії спотворюють людське сприйняття реальності, вони загалом притаманні більшості людей.
Ілюзії можуть виникати з будь-яким органом чуття людини, але зорові ілюзії (оптичні ілюзії) є найбільш відомими та дослідженими. Акцент на зорових ілюзіях обумовлений тим, що зір часто домінує над іншими органами чуття. Наприклад, люди, які дивляться на вентролога, сприймають голос як такий, що належить ляльці, оскільки вони бачать, як вона вимовляє слова.
Деякі ілюзії ґрунтуються на загальних припущеннях, які мозок робить у ході сприймання інформації. Ці припущення ґрунтуються на здатності людини до сприйняття глибини та руху, а також на сталості сприйняття. Інші ілюзії виникають завдяки біологічним сенсорним структурам у тілі людини або умовам поза тілом у фізичному середовищі.
Термін «ілюзія» означає специфічну форму сенсорного спотворення. На відміну від галюцинації, яка є спотворенням за відсутності стимулу, ілюзія характеризує неправильну інтерпретацію справжнього відчуття. Наприклад, чути голоси незалежно від навколишнього середовища — це галюцинація, тоді як чути голоси в шумі води, що тече (або іншого джерела звуку) — це ілюзія. Отже, не буде помилкою вважати, що ілюзії — це лише «неправильні інтерпретації» того, як наш мозок сприймає те, що існує (на відміну від галюцинацій, де стимул відсутній).

## Різновиди ілюзій сприйняття
- Фізичні ілюзії — пов'язані з діючими у світі об'єктивними законами фізики (наприклад, фізична ілюзія: ложка, частково занурена у склянку з водою, сприймається як надламана).
- Оптичні ілюзії — облуда зору; помилки в зоровому сприйнятті, викликані неточністю або неадекватністю процесів неусвідомлюваної корекції зорового образу.
- Звукові ілюзії, наприклад, тон Шепарда(інші мови).
- Тактильні ілюзії, наприклад, ілюзія Арістотеля.
- Фізіологічні ілюзії — пов'язані з особливостями периферичних чи центральних ланок аналізаторів (органів почуттів) людини (наприклад, якщо кілька разів підняти одночасно обома руками пару різних за масою предметів, а потім іншу пару предметів однакової маси, то предмет, який опинився в руці, в якій до того був легший, здасться важчим, ніж предмет, що знаходиться в іншій руці).
- Афективні ілюзії — виникають під впливом виражених коливань настрою або у зв'язку з гостро виникаючим афектом страху, тривоги.
- Вербальні ілюзії — виникають в результаті викривленого сприйняття реальних розмов оточуючих людей.
- Органічні ілюзії (метаморфопсії) — викривлене зорове сприйняття форми, величини, кольору, просторового розташування, стану спокою або руху реально існуючого предмета; розрізняють аутометаморфопсії (відчуття зміни величини, форми частин власного тіла) і екзометаморфопсії (порушення сприйняття навколишніх предметів); даний вид розладів сприйняття може спостерігатися не тільки у психічно хворих, а й у психічно здорових людей з патологією органа зору.
- Ілюзії усвідомлення (втіленого усвідомлення) — відчуття, що поряд нібито хтось перебуває. Цей вид ілюзій був виділений Карлом Ясперсом. На думку автора, даний вид ілюзій є ознакою формування галюцинацій і марення.
- Парейдолічні ілюзії (функціональні ілюзії) — особливий вид ілюзій, за яких зі складних візерунків (на килимі, замерзлому на морозі склі) виникають і поступово розвиваються складні фантастичні картини.

## Ілюзія як поняття у філософії
Агностицизм сприймає ілюзію як аргумент для доведення неадекватності людського сприйняття об'єктивного світу.
Діалектичний матеріалізм розглядає ілюзію як відображення дійсності, хибність якого має свої гносеологічні, психічні чи соціальні причини.
Фікціоналізм вважає уявлення людини про світ ілюзією.